# فريدي ماك (ملاكم)
فريدي ماك (بالإنجليزية: Freddie Mack)‏ (15 سبتمبر 1934 - 11 يناير 2009) هو ملاكم أمريكي، صنّف ضمن فئة الوزن الثقيل الخفيف ‏.

## روابط خارجية
- فريدي ماك على موقع بوكس ريك (الإنجليزية) (registration required)